# 博尔博松河

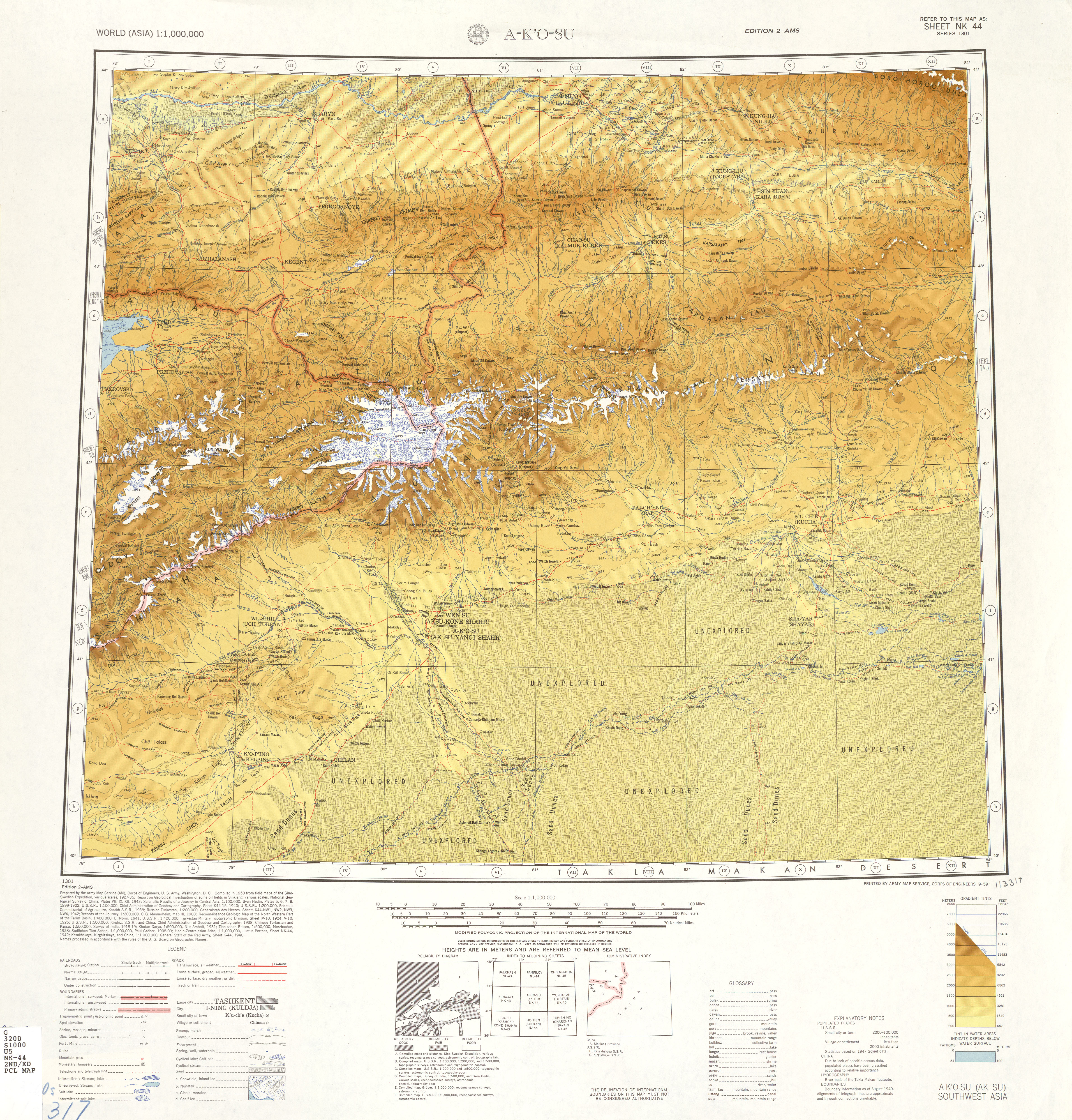
新疆西部地区的地形图，巴尔尕依提河在图中右上方，标注为Burgaason。

博尔博松河，位于中华人民共和国新疆维吾尔自治区伊犁哈萨克自治州境内的一条河流，喀什河右岸支流。河名源自蒙古语“博罗布尔噶散”，为“青色的柳树”之意。发源于尼勒克县西北博罗科努山脊附近，先自东向西流，而后转西南流，部分河段为尼勒克县与伊宁县之间的界河，过伊宁县麻扎乡，最后于墩麻扎镇托海村汇入喀什河。河长67千米，流域面积938平方千米。